# Belgique au Concours Eurovision de la chanson 1996
La Belgique a participé au Concours Eurovision de la chanson 1996 le 18 mai à Oslo, en Norvège. C'est la 40e participation belge au Concours Eurovision de la chanson.
Le pays est représenté par la chanteuse Lisa del Bo et la chanson Liefde is een kaartspel, sélectionnées par la BRTN au moyen d'une finale nationale.
À la suite de la règle de relégation, la Belgique n'a pas pu participer l'année suivante. Le pays retourne au Concours Eurovision de la chanson 1998.

## Sélection

### De Gouden Zeemeermin
Le radiodiffuseur belge pour les émissions néerlandophones, la Belgische Radio- en Televisieomroep Nederlandstalig (BRTN, prédécesseur de la VRT), organise une finale nationale à travers le concours De Gouden Zeemeermin, au lieu de l'habituel Eurosong, pour sélectionner l'artiste et la chanson représentant la Belgique au Concours Eurovision de la chanson 1996.
Le concours De Gouden Zeemeermin, présenté par Alexandra Potvin et Michel Follet, est composé de quatre demi-finales et une finale nationale et a lieu du 3 février au 9 mars 1996 au casino de Knokke. Les chansons sont toutes interprétées en néerlandais, l'une des trois langues officielles de la Belgique.

#### Demi-finales
Les quatre demi-finales ont lieu en février 1996 afin de sélectionner les douze finalistes pour la finale belge. Comme pour l'Eurosong dix chansons participent dans chaque demi-finale, les trois premières chansons du classement, sélectionnées par un jury professionnel, avancent en finale.

##### 1redemi-finale
| Ordre | Artiste              | Chanson              | Traduction           | Points | Place |
| ----- | -------------------- | -------------------- | -------------------- | ------ | ----- |
| 1     | Dave & Steve         | Geen illusie         | Pas d'illusions      | 57     | 6     |
| 2     | Chris                | De toekomst          | L'avenir             | 60     | 4     |
| 3     | Garry Hagger         | Dat ik van je hou    | Que je t'aime        | 60     | 3     |
| 4     | Chalina              | Toon wat             | Montre quelque chose | 37     | 9     |
| 5     | Scharnier            | Oorlog               | Guerre               | 44     | 8     |
| 6     | Patrick Alessi       | Een andere wereld    | Un autre monde       | 71     | 1     |
| 7     | Marleen              | De kleine dingen     | Les petites choses   | 50     | 7     |
| 8     | Frank Valentino (nl) | Hey Mister Lennon    | Hé Monsieur Lennon   | 58     | 5     |
| 9     | Mario Caselli        | Mademoiselle         | –                    | 67     | 2     |
| 10    | Rindu Rindu          | Golven van verlangen | Vagues de désir      | 30     | 10    |

##### 2edemi-finale
| Ordre | Artiste           | Chanson               | Traduction                     | Points | Place |
| ----- | ----------------- | --------------------- | ------------------------------ | ------ | ----- |
| 1     | Beau Geste        | Overmoed              | Excès de confiance             | 50     | 7     |
| 2     | Axel Lane         | Laat me               | Laisse-moi                     | 45     | 10    |
| 3     | Chelsy            | Kijk me aan           | Regarde-moi                    | 66     | 2     |
| 4     | Gunther Levi      | Vandaag               | Aujourd'hui                    | 63     | 4     |
| 5     | Angie C           | Ritme van een lach    | Rythme d'un rire               | 47     | 9     |
| 6     | William Reven     | Zo voel ik vandaag    | Comment je me sens aujourd'hui | 64     | 3     |
| 7     | Davy Gilles (nl)  | Elke nacht            | Chaque nuit                    | 48     | 8     |
| 8     | Mieke (nl)        | Op dit moment         | À ce moment                    | 63     | 4     |
| 9     | Fair Play         | Laat haar niet alleen | Ne la laisse pas seule         | 51     | 6     |
| 10    | Sabien Tiels (nl) | Nooit meer alleen     | Plus jamais seule              | 70     | 1     |

##### 3edemi-finale
| Ordre | Artiste            | Chanson                    | Traduction                            | Points | Place |
| ----- | ------------------ | -------------------------- | ------------------------------------- | ------ | ----- |
| 1     | Enzo               | Mooi                       | Beau                                  | 74     | 1     |
| 2     | Hans Van den Stock | Blijf steeds bij mij       | Reste avec moi toujours               | 42     | 7     |
| 3     | Chadia             | Hou van mij                | Aime-moi                              | 40     | 8     |
| 4     | Phil Kevin (nl)    | Als ik er niet meer ben    | Quand je ne suis plus là              | 33     | 10    |
| 5     | Kaye               | Het nieuwe begint          | Le nouveau commence                   | 34     | 9     |
| 6     | Rudy Meyns         | Ik hou van jou             | Je t'aime                             | 49     | 6     |
| 7     | Corina             | Wereld van muziek          | Le monde de la musique                | 53     | 5     |
| 8     | Marijn Devalck     | Hou me in je hart          | Garde-moi dans ton cœur               | 57     | 4     |
| 9     | Splinter           | Ik laat je nooit meer gaan | Je ne te laisserai plus jamais partir | 67     | 3     |
| 10    | Lisa del Bo        | Liefde is een kaartspel    | L'amour est un jeu de cartes          | 72     | 2     |

##### 4edemi-finale
| Ordre | Artiste             | Chanson                      | Traduction                      | Points | Place |
| ----- | ------------------- | ---------------------------- | ------------------------------- | ------ | ----- |
| 1     | Cold Pizza          | Vertrouwen                   | Confiance                       | 55     | 4     |
| 2     | Peter Van Laet (nl) | Er is iets                   | Il y a quelque chose            | 62     | 3     |
| 3     | Onah                | Neem de biezen               | Fais tes valises                | 43     | 7     |
| 4     | P C Brown           | Dans met mij                 | Danse avec moi                  | 40     | 9     |
| 5     | Nadia               | Morgen komt de lente         | Le printemps arrive demain      | 66     | 1     |
| 6     | Tempo               | M'n liefste                  | Mon chéri                       | 54     | 5     |
| 7     | Pino                | Onbereikbaar maar dichtbij   | Inaccessible mais tout près     | 43     | 7     |
| 8     | Aperitivo           | Jij                          | Toi                             | 28     | 10    |
| 9     | Doran               | Jij alleen                   | Seulement toi                   | 64     | 2     |
| 10    | Chrissy             | Ik wil so graag bij jou zijn | Je veux tellement être avec toi | 47     | 6     |

#### Finale
La finale du Gouden Zeemeermin a lieu le 9 mars 1996, où le vainqueur est sélectionné parmi les douze artistes et chansons qualifiés des demi-finales par cinq jurys provinciaux, un jury de la presse un jury professionnel.
| Ordre | Artiste             | Chanson                    | Traduction                     | Points | Place |
| ----- | ------------------- | -------------------------- | ------------------------------ | ------ | ----- |
| 1     | Lisa del Bo         | Liefde is een kaartspel    | L'amour est un jeu de cartes   | 216    | 1     |
| 2     | Patrick Alessi      | Een andere wereld          | Un autre monde                 | 73     | 11    |
| 3     | Chelsy              | Kijk me aan                | Regarde-moi                    | 128    | 8     |
| 4     | William Reven       | Zo voel ik vandaag         | Comment je me sens aujourd'hui | 119    | 9     |
| 5     | Nadia               | Morgen komt de lente       | Le printemps arrive demain     | 135    | 7     |
| 6     | Peter Van Laet (nl) | Er is iets                 | Il y a quelque chose           | 143    | 4     |
| 7     | Sabien Tiels (nl)   | Nooit meer alleen          | Plus jamais seule              | 139    | 6     |
| 8     | Doran               | Jij alleen                 | Seulement toi                  | 37     | 12    |
| 9     | Garry Hagger        | Dat ik van je hou          | Comme je t'aime                | 141    | 5     |
| 10    | Splinter            | Ik laat je nooit meer gaan | Je ne te laisserai plus partir | 189    | 2     |
| 11    | Enzo                | Mooi                       | Beau                           | 151    | 3     |
| 12    | Mario Caselli       | Mademoiselle               | –                              | 90     | 10    |

Lors de cette sélection, c'est la chanson Liefde is een kaartspel, interprétée par Lisa del Bo, qui fut choisie, accompagnée de Bob Porter comme chef d'orchestre.

##### Votes du jury
| Chanson                    | Anvers | Limbourg | Flandre orientale | Brabant flamand | Flandre occidentale | Jury de la presse | Jury professionnel | Total |
| -------------------------- | ------ | -------- | ----------------- | --------------- | ------------------- | ----------------- | ------------------ | ----- |
| Liefde is een kaartspel    | 12     | 12       | 12                | 12              | 12                  | 36                | 120                | 216   |
| Een andere wereld          | 2      | 2        | 5                 | 3               | 1                   | 40                | 20                 | 73    |
| Kijk me aan                | 8      | 5        | 6                 | 8               | 6                   | 5                 | 90                 | 128   |
| Zo voel ik vandaag         | 1      | 1        | 3                 | 2               | 2                   | 50                | 60                 | 119   |
| Morgen komt de lente       | 5      | 6        | 7                 | 7               | 5                   | 25                | 80                 | 135   |
| Er is iets                 | 10     | 9        | 9                 | 11              | 9                   | 55                | 40                 | 143   |
| Nooit meer alleen          | 4      | 11       | 1                 | 5               | 3                   | 15                | 100                | 139   |
| Jij alleen                 | 3      | 4        | 2                 | 1               | 7                   | 10                | 10                 | 37    |
| Dat ik van je hou          | 6      | 8        | 4                 | 4               | 4                   | 45                | 70                 | 141   |
| Ik laat je nooit meer gaan | 11     | 10       | 8                 | 10              | 10                  | 30                | 110                | 189   |
| Mooi                       | 9      | 7        | 11                | 6               | 8                   | 60                | 50                 | 151   |
| Mademoiselle               | 7      | 3        | 10                | 9               | 11                  | 20                | 30                 | 90    |

## À l'Eurovision

### Points attribués par la Belgique
| 12 points | Royaume-Uni |
| 10 points | Suède       |
| 8 points  | Norvège     |
| 7 points  | France      |
| 6 points  | Portugal    |
| 5 points  | Turquie     |
| 4 points  | Croatie     |
| 3 points  | Irlande     |
| 2 points  | Suisse      |
| 1 point   | Pays-Bas    |

### Points attribués à la Belgique
| 12 points     | 10 points | 8 points | 7 points             | 6 points  |
| ------------- | --------- | -------- | -------------------- | --------- |
| - Espagne     |           |          |                      |           |
| 5 points      | 4 points  | 3 points | 2 points             | 1 point   |
| - Royaume-Uni |           |          | - Croatie - Pays-Bas | - Estonie |

En 1996, pour la seule fois dans l'histoire de l'Eurovision, un tour de pré-qualification audio des 29 chansons — à l'exception de celle du pays hôte, la Norvège, qui était exemptée — a eu lieu en mars afin de supprimer les sept chansons ayant obtenu les scores les plus bas avant la finale. Liefde is een kaartspel s'étant classée 12e, la Belgique se qualifie ainsi pour la finale. En 2019, c'est la dernière fois que la chanson représentant la Belgique est interprétée en néerlandais.
Lisa del Bo interprète Liefde is een kaartspel en 16e position lors de la soirée du concours, suivant les Pays-Bas et précédant l'Irlande, pays remportant finalement le concours.
Au terme du vote final, la Belgique termine 16e — à égalité avec la Suisse — sur les 23 pays participants, ayant reçu 22 points au total provenant de cinq pays. Une nouvelle règle de relégation prenant effet, la Belgique n'a par conséquent pas pu participer l'année suivante,, retournant finalement au concours en 1995.